# 옥탑라됴
《옥탑라됴》는 대한민국의 여성 듀오 옥상달빛의 데뷔작이자 EP 앨범이다.

## 음반
2008년 '유재하 음악경연대회'에서 장려상을 받은 박세진과 TV 다큐멘터리 그리스의 음악을 맡았던 김윤주는 초기에 '동방울 자매'라는 이름으로 노래를 하고 있었는데 어느 전시장 오프닝에서 우연히 이 들의 음악을 들은 올드피쉬의 Soda가 앨범 발매 제의를 했고, 이 후 '옥상달빛'으로서의 데뷔작인 이 음반을 발매했다.
수록곡 중 〈옥상달빛〉은 MBC드라마 파스타에 삽입되기도 하였다.

## 수록곡
전체 작곡: 박세진, 김윤주
| #            | 제목                 | 작사           | 재생 시간 |
| ------------ | -------------------- | -------------- | --------- |
| 1.           | 〈안녕〉             | 박세진, 김윤주 | 3:34      |
| 2.           | 〈하드코어 인생아〉  | 박세진, 김윤주 | 4:13      |
| 3.           | 〈옥탑라됴〉         |                | 1:25      |
| 4.           | 〈옥상달빛〉         | 박세진, 김윤주 | 3:54      |
| 5.           | 〈Another Day〉      | 박세진, 김윤주 | 4:31      |
| 6.           | 〈외롭지 않아〉      | 박세진, 김윤주 | 4:09      |
| 7.           | 〈가장 쉬운 이야기〉 | 박세진, 김윤주 | 3:59      |
| 8.           | 〈Good-Bye〉 (Remix) | 박세진, 김윤주 | 2:02      |
| 총 재생 시간 | 총 재생 시간         | 총 재생 시간   | 27:47     |

## 참여
이 목록은 해당 EP의 부클릿에서 발췌하였다.
옥상달빛
- 김윤주 - 보컬, 작사/작곡
- 박세진 - 보컬, 작사/작곡

참여 음악인
- 조용민 - 기타(1~6)
- 조성준 - 타악기(1, 3, 7), 드럼(3)
- 이훈형 - 베이스 기타(2, 5), 콘트라베이스(3)
- 김건 - 현악(3)
- 루루 - 일렉트릭 기타(5, 6)
- 최형찬 - 리코더(5)
- 홍준섭 - 기타(7)
- 쥬시후레쉬 - 리믹스(8)

스탭
- Soda(매직스트로베리사운드 스튜디오) - 프로듀서, 녹음, 믹싱, 마스터링
- 조용민, 옥상달빛 - 공동 프로듀서
- 이석주 - 아트워크